# Saint-Laurent-les-Bains-Laval-d’Aurelle
Saint-Laurent-les-Bains-Laval-d’Aurelle – gmina we Francji, w regionie Owernia-Rodan-Alpy, w departamencie Ardèche. W 2013 roku liczba ludności wynosiła 191 mieszkańców. 
Gmina została utworzona 1 stycznia 2019 roku z połączenia dwóch ówczesnych gmin: Laval-d’Aurelle oraz Saint-Laurent-les-Bains. Siedzibą gminy została miejscowość Saint-Laurent-les-Bains. 